# Lawrence Huculak
Lawrence Daniel Huculak, O.S.B.M., né le 25 janvier 1951 à Vernon en Colombie-Britannique, est un prélat canadien de l'Église grecque-catholique ukrainienne. Depuis 2006, il est le métropolite de l'archéparchie catholique ukrainienne de Winnipeg. De 1996 à 2006, il a été l'éparque de l'éparchie catholique ukrainienne d'Edmonton. En 1969, il entra dans l'Ordre de Saint-Basile le Grand à Mundare en Alberta.

## Biographie
Lawrence Huculak est né le 25 janvier 1951 à Vernon en Colombie-Britannique. Il fut ordonné prêtre le 28 août 1977. Il fut consacré évêque le 3 avril 1997. Il fut nommé métropolite de l'archéparchie catholique ukrainienne de Winnipeg le 9 janvier 2006,.

## Éducation
Lawrence Huculak détient un doctorat en liturgie orientale de l'Institut pontifical oriental de Rome.